# Heather Nova
Heather Nova (născută Heather Allison Frith la data de 6 iulie, 1967 în Insulele Bermude) este o cântăreață, compozitoare și poetă. Fiind recunoscută pentru vocea sa plăcută și pentru textele foarte expresive, interpreta a lansat până în prezent șapte albume complete (de mărime lungă, LP). Nova a concertat mult de-a lungul carierei sale, pentru o mai bună promovare. A colaborat cu ATB.